# Teleiopsis rosalbella
Teleiopsis rosalbella ist ein Schmetterling (Nachtfalter) aus der Familie der Palpenmotten (Gelechiidae).

## Merkmale
Die Falter haben eine Flügelspannweite von 16 bis 18 Millimeter. Die Labialpalpen sind weiß, häufig rötlich getönt und schwarz geringelt. Das Gesicht ist weißlich, Kopf und Tegula sind bräunlich und mit helleren Schuppen gesprenkelt; der Thorax ist dunkelbraun. Die Fühler sind dunkelbraun und undeutlich hell geringelt. Die Vorderflügel sind schwärzlich braun und in der Mitte mit einer breiten, gelblich weißen, häufig rötlich getönten Querbinde versehen, die am Flügelinnenrand am breitesten ist. Eine weitere, bisweilen unterbrochene Querbinde befindet sich im Subapikalbereich. Die Hinterflügel sind grau und haben gelblich graue Fransenschuppen. Teleiopsis rosalbella zeigt eine gewisse Variabilität: so können die gelblich weißen Bereiche der Vorderflügel rötlich getönt sein, bei solchen Exemplaren sind auch die hellen Bereiche der Labialpalpen sowie die ersten beiden Beinpaare rötlich.
Männlichen Genitalien: Sie unterscheiden sich von anderen Arten der diffinis-Gruppe  durch den kürzeren Gnathos. Der Uncus ist mäßig gebogen und an der Spitze abgerundet. Der Gnathos ist deutlich kürzer als der Uncus und mit abgerundeter Spitze. Der sklerotisierte Bereich am Vorderrand des Tegumens ist klein. Der Sacculus ist an der Basis breit und reicht deutlich über die Costaspitze hinaus; der distale Teil ist schmal; die innere Rand ist nahezu gerade; die Spitze ist gezahnt.
Weibliche Genitalien: Diese sind ähnlich zu den anderen Arten der diffinis-Gruppe. Von Teleiopsis bagriotella unterscheiden sie sich hauptsächlich durch die undeutliche, sklerotisierte longitudinale Falte des Antrums, von Teleiopsis diffinis und Teleiopsis albifemorella durch die scheibenähnliche Auswölbung des Antrums, die von dessen vorderer bis zur hinteren Begrenzung reicht. Die Einbuchtung auf dem Hinterrücken des Antrums ist V-förmig.

### Ähnliche Arten
Die helle breite Querbinde auf den Vorderflügeln kennzeichnet Teleiopsis rosalbella, so dass sie nicht mit anderen Arten verwechselt werden kann.

## Vorkommen
Teleiopsis rosalbella kommt nur extrem lokal in Mittel- und Südosteuropa vor. Das Verbreitungsgebiet reicht von Belgien bis Bosnien-Herzegowina. Weitere Vorkommen befinden sich in der Türkei. Die Art ist in Höhenlagen von 140 bis 1400 Metern anzutreffen.

## Lebensweise
Die Larven fressen an Schild-Ampfer (Rumex scutatus), wo sie nach dem Schlupf in den Blättern minieren. Dabei entstehen kurze und enge Blattminen mit einer Größe von etwa 0,5 × 12 Millimeter, die im Anfangsbereich mit Raupenkot gefüllt sind. Spätere Larvenstadien leben in zusammengerollten Blättern. Die Art ist wie Teleiopsis albifemorella an kalkhaltige Böden gebunden.

### Flug- und Raupenzeiten
Die Falter fliegen von Juni bis September und werden zusammen mit den Larven gefunden. Die Falter werden vom Licht angezogen.

## Systematik

### Synonyme
Aus der Literatur sind folgende Synonyme bekannt:
- Gelechia rosalbella Fologne, 1862